# Épreuve 2 de Sheffield de snooker 2010
L'Épreuve 2 de Sheffield de snooker 2010 est la deuxième épreuve du championnat du circuit des joueurs 2010-2011. Elle s'est déroulée du 8 au 11 juillet 2010 à la World Snooker Academy de Sheffield, en Angleterre et a été remportée par l'Anglais Mark Selby.

## Dotation et points
Répartition des prix et des points de classement, :
|                        | Dotation | Points |
| ---------------------- | -------- | ------ |
| Vainqueur              | 10 000 £ | 2 000  |
| Finaliste              | 5 000 £  | 1 600  |
| Demi-finalistes        | 2 500 £  | 1 280  |
| Quarts de finalistes   | 1 500 £  | 1 000  |
| Huitième de finalistes | 1 000 £  | 760    |
| 3e tour                | 600 £    | 560    |
| 2e tour                | 200 £    | 360    |
| Total                  | 50 000 £ |        |

## Résultats

### Derniers matchs (à partir des quarts de finale)
|  | Quarts de finale au meilleur des 7 manches | Quarts de finale au meilleur des 7 manches | Quarts de finale au meilleur des 7 manches |               |               | Demi-finales au meilleur des 7 manches | Demi-finales au meilleur des 7 manches | Demi-finales au meilleur des 7 manches |  |  | Finale au meilleur des 7 manches | Finale au meilleur des 7 manches | Finale au meilleur des 7 manches |
|  |                                            |                                            |                                            |               |               |                                        |                                        |                                        |  |  |                                  |                                  |                                  |
|  |                                            | Mark Selby                                 | 4                                          |               |               |                                        |                                        |                                        |  |  |                                  |                                  |                                  |
|  |                                            | Jimmy Robertson                            | 2                                          |               |               |                                        |                                        |                                        |  |  |                                  |                                  |                                  |
|  |                                            | Jimmy Robertson                            | 2                                          |               | Mark Selby    | 4                                      |                                        |                                        |  |  |                                  |                                  |                                  |
|  |                                            |                                            |                                            |               | Mark Selby    | 4                                      |                                        |                                        |  |  |                                  |                                  |                                  |
|  |                                            |                                            | Marco Fu                                   | 2             |               |                                        |                                        |                                        |  |  |                                  |                                  |                                  |
|  |                                            | Andrew Pagett                              | Marco Fu                                   | 2             | 2             |                                        |                                        |                                        |  |  |                                  |                                  |                                  |
|  |                                            | Andrew Pagett                              |                                            |               | 2             |                                        |                                        |                                        |  |  |                                  |                                  |                                  |
|  |                                            | Marco Fu                                   | 4                                          |               |               |                                        |                                        |                                        |  |  |                                  |                                  |                                  |
|  |                                            |                                            |                                            |               |               |                                        |                                        |                                        |  |  |                                  | Mark Selby                       | 4                                |
|  |                                            |                                            |                                            | Barry Pinches | 3             |                                        |                                        |                                        |  |  |                                  |                                  |                                  |
|  |                                            | Stuart Bingham                             | 2                                          |               |               |                                        |                                        |                                        |  |  |                                  |                                  |                                  |
|  |                                            | Barry Pinches                              | 4                                          |               |               |                                        |                                        |                                        |  |  |                                  |                                  |                                  |
|  |                                            | Barry Pinches                              | 4                                          |               | Barry Pinches | 4                                      |                                        |                                        |  |  |                                  |                                  |                                  |
|  |                                            |                                            |                                            |               | Barry Pinches | 4                                      |                                        |                                        |  |  |                                  |                                  |                                  |
|  |                                            |                                            | Gerard Greene                              | 1             |               |                                        |                                        |                                        |  |  |                                  |                                  |                                  |
|  |                                            | Gerard Greene                              | Gerard Greene                              | 1             | 4             |                                        |                                        |                                        |  |  |                                  |                                  |                                  |
|  |                                            | Gerard Greene                              |                                            |               | 4             |                                        |                                        |                                        |  |  |                                  |                                  |                                  |
|  |                                            | Anthony McGill                             | 3                                          |               |               |                                        |                                        |                                        |  |  |                                  |                                  |                                  |

## Finale
| Finale au meilleur des 7 manches Arbitre :        |                          |                          |
| Mark Selby Angleterre                             | 4 - 3 (2 - 3)            | Barry Pinches Angleterre |
| 2 133                                             | Centuries Meilleur break | 0 95                     |
| Mark Selby remporte l'Épreuve 2 de Sheffield 2010 |                          |                          |

## Centuries
- 144, 138, 101  Judd Trump
- 143  Jimmy White
- 142, 133,  127, 125, 116, 111, 110, 102  Mark Selby
- 140  Stephen Maguire
- 137  Jamie Cope
- 136  Jimmy Robertson
- 135, 115  Joe Perry
- 134  Tony Drago
- 127, 110, 104, 103  Anthony McGill
- 121  Bjorn Haneveer
- 116, 100  Stuart Bingham
- 115, 103, 102  Barry Pinches
- 111  James McBain
- 110  David Gilbert
- 108, 102  David Gray
- 108  Tom Ford
- 106  Michael Wasley
- 105  Paul Davison
- 105  David Grace
- 105  Ricky Walden
- 104  Matthew Stevens
- 102  Nick Jennings
- 100  Gerard Greene
- 100  Stuart Carrington
- 100  Joe Swail
- 100  Lee Spick
- 100  Graeme Dott
- 100  Ali Carter
- 100  Patrick Wallace